# Metzuru
El Metzuru es una clase de arroz legendario, de textura viscosa. Es una especialidad de la ciudad de Sakata en el prefectura de Yamagata, en Japón. Posee un brillo como el de la seda, y es blando y a la vez firme. 
No obstante, este arroz es muy difícil de cultivar ya que no crece en ninguna parte excepto en la tierra que se encuentra en las afueras de Ennouji en la Ciudad de Sakata. Por lo tanto, es un tipo de arroz muy raro en todo el mundo.
- Datos: Q6012124